# Mimi Hafida
Mimi Hafida es una poeta y artista plástica argelina, nacida en Batna donde vive y trabaja como periodista de diferentes medios: prensa, radio y televisión. 
Alumna de la Escuela de Bellas Artes de Batna entre 1973 y 1976.
Su obra plástica sigue las formas tradicionales del arte en la región montañosa de Aurés.
Sus esculturas se componen a partir de la acumulación de objetos cotidianos (imperdibles, ramas), que se ordenan en maclas con forma humana.
Ganadora del Premio Mediterráneo (del francés: Prix Méditerranée)  el año 2003